# Wolfgang Thierse
Wolfgang Thierse (født 22. oktober 1943 i Breslau, i dag Wrocław, Polen) er en tysk politiker fra partiet SPD. Fra 1998 til 2005 var han forbundsdagspræsident. Siden 2005 har han været vicepræsident for Forbundsdagen.